# Keresáspa

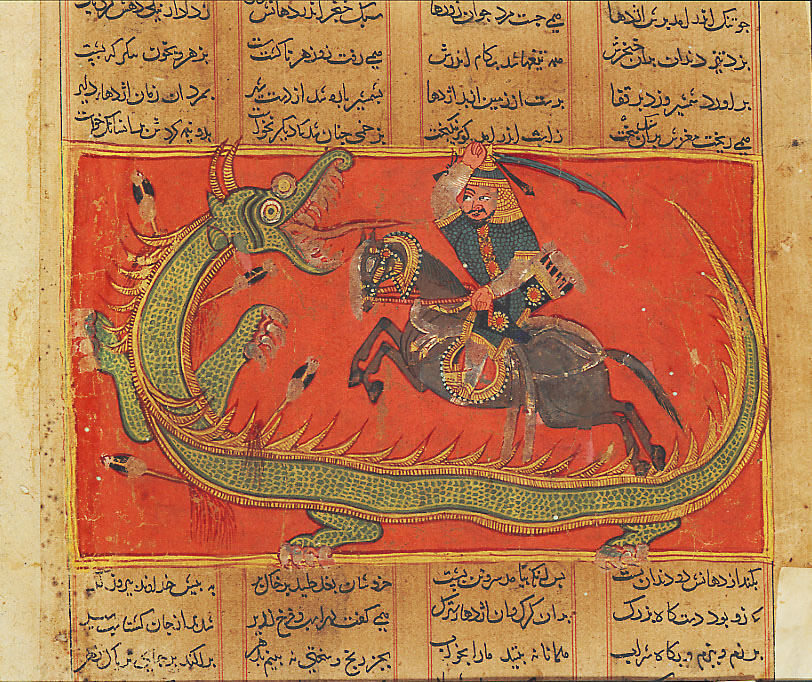
Garšásp zabíjející draka Aži Sruvara, ilustrace k Šáhnáme, Dillíský sultanát, cca 1425-1450

Keresáspa, novopersky Garšásp (گرشاسپ‎), je v zarathuštrické a perské mytologii hrdina a drakobijce. Je synem Thrity, třetího člověka který lisoval haomu, a bratrem zákonodárce Urváchšaji. Je hrdinou a modelovým válečníkem, který přemohl mnoho nestvůr a má svoji eschatologickou roli – před Frašókereti, obnovou světa, zabije Aži Dáhaku. Zároveň je však také kritizován pro svou násilnost a spojován s modloslužebnictvím.
Jaan Puhvel spojuje Kerespáspu v souvislosti s mýtem o rozdělení chvareny mezi něj, Mithru a Thraéatonu, za typického představitelé druhé indoevropské funkce, tedy válečnické, a přirovnává jej k védskému Vájuovi a Bhímovi z Mahábháraty. Též se domnívá že jeho otec Trita je totožný s otcem Thraétaony, dalšího velkého hrdiny, s ohledem na existenci postavy jménem Trita Áptja ve védské Indii.

## Jméno
Nejstarší doložená podoba jména hrdiny je avestánské Keresáspa (Kərəsāspa) a pravděpodobně ho lze vyložit jako „mající hubené koně“. Ve střední perštině byl nazýván Karsásp (Karsāsp), z čehož v nové perštině vzniklo Garšásp (Garšāsp). Počáteční g- se snad ve jméně objevilo pod vlivem jména Garšáh „král hor“, které je titulem prvního člověka Gajómarta, a které bylo v době vzniku novoperštiny chápáno jako „král země“. Jméno Garšásp bylo také arabizováno jako Karšásf.
Keresáspa byl také označován avestánským titulem Naire manah „hrdinského/mužného ducha“ a středoperský Karsásp zase jménem Sá(h)m či Sá(h)man. Tato dvě jména dali od třetího století vzniknout samostatným postavám, v Šáhnáme je tak Narímán synem Garšáspy a Sám jeho vnukem, případně je celý rodinný vztah ještě o generaci posunutý Garšáspovým synem Karimánem, otcem Narimána.
Keresáspa má svůj protějšek v indickém Kršásvovi, jehož jméno je také překládáno jako „mající hubené koně”. Kršásva je manželem dcer Dakši-Pradžápatiho jménem Džajá a Suprabhá, přičemž s každou měl padesát synů zvaných Samhára nebo šastradévatáh „bohové zbraní“, kteří byli ve skutečnosti šípy. Tyto syny-šípy získal díky askezi rši Višvamitra, který pak předal Rámovi a Lakšmanovi. V Šáhnáme hrdina Rustam zase získá od svého otce Zála kyj, který patřil Sámovi-Garšáspovi.

## Avesta
Podle Zamjád jaštu se Keresáspa zmocnil poslední třetiny chvareny „svaté slávy“, která opustila krále Jimu, zatímco zbylé dvě získal Mithra a Thraétaona, což mu umožnilo vykonat jeho hrdinské skutky. Tentýž text jej popisuje jako druhého nejsilnějšího z lidí, hned po Zarathuštrovi, a vyjmenovává jeho hrdinské skutky:
- zabití bledožluté, jedovaté stvůry, která požírala koně a lidi, jménem Aži Srvara
- zabití Gandarewy se zlatou patou
- zabití devíti synů Pathanových, synů Nivika a Dáštajániho, Hitáspy,[pozn. 3] Varaševy a Arezó-šamana
- zabití Snávidhky, rohatého a s kamennýma rukama

Ve středoperských pramenech se objevuje také motiv Keresáspovi „hříšnosti“, která spočívá v jeho násilných skutcích vlastních jeho válečnické funkci. Ty jsou dávány do kontrastu k ctnostem kněze a Keresáspa v těchto textech zabijí Átara, syna Ahura Mazdy a zbožštěný oheň, ústřední prvek zarathuštrického kultu. Nakonec je však uznána nutnost jeho činům v boji proti zlu. Podle Vidévdátu se pairika „čarodějnice“ jménem Chnãthaiti, stvořená Angra Mainjuem, přidružila ke Keresáspovi. Ve středoperských textech počala být pairika Chnãthaiti chápána jako „uctívání model“ a Keresáspa počal být považován za prvního modloslužebníka.
Keresáspa má také svoji eschatologickou úlohu v souvislosti s faktem že Thraétaona nebyl schopen zabít Aži Dáhaku poté co jej porazil. Aži Dáhaka byl tedy přikován na Damávand a ze svých řetězů unikne s blížícím se frašokereti, koncem času. Podle původního plánu měl být Aži Daháka opět přemožen Thraétaonou, ale ten toho nebyl schopen, takže byl Keresáspa vzbuzen z dlouhého spánku a zabil svého protivníka svým kyjem.

## Šáhnáme a Garšaspnáme
Pod jménem Garšásp Keresáspa vystupuje v novoperských pramenech, a je zmiňován i v Šáhnáme. V tomto díle jsou zmiňováni velitelé Sám, syn Narimánův, a Garšásp, syn Džamšídův, v jiné pasáži je zmiňován Garšáspův syn Barzin. Na dalším místě je Garšásp ztotožněn s Hóšangem, a označen za otce Karimána, děda Narimána a praděda Sáma. Kromě toho je Garšásp označena za pokladníka krále Ferídúna.
Garšásp je hlavní hrdinou eposu Garšaspnáme, který byl dokončen perským básníkem Asadím Túsím roku 1066. Garšásp tohoto díla však kromě svého jména, jmen svých předků a toho že je drakobijcem nemá nic společného se svou předlohou známou z avestánských a středoperských zdrojů. Epos je nejznámějších z děl napodobujících Šáhnáme, ale nikdy nebyl ani zdaleka považován za jeho vážného soupeře.